# Strałdża
Strałdża (bułg. Стралджа) – miasto w południowej Bułgarii, w obwodzie Jamboł. Centrum administracyjne gminy Strałdża.
Miasto znajduje się 17 km od Jambołu.
Strałdża jest wspomniana w rebelianckich pieśniach hajduckich. „Ałtyn Stojan” i „Trifon Wojwoda”.

## Znane osoby
- Weselin Bliznakow – polityk
- Atanas Kirow – sztangista
- Jordan Leczkow – piłkarz
- Kalinka Leczewa – akrobatka